# Estação Albrook
A Estação Albrook é uma das estações do Metrô do Panamá, situada na Cidade do Panamá, seguida da Estação 5 de Mayo. Administrada pela Metro de Panamá S.A., é uma das estações terminais da Linha 1.
Foi inaugurada em 5 de abril de 2014. Localiza-se no Corredor Norte. Atende o corregimento Curundú.